# Fernando Baquedano Rodríguez
Fernando Baquedano Rodríguez (Santiago, 28 de mayo de 1796-Concepción, 20 de octubre de 1862) fue un militar y político chileno que participó en la guerra de la Independencia de Chile y la Guerra contra la Confederación Perú-Boliviana. Fue padre del también militar y político Manuel Baquedano y Alejandro Baquedano.

## Biografía
Fernando Baquedano fue hijo de Miguel Baquedano y Zebreros y de Isidora Rodríguez Rojas. Se casó el 18 de julio de 1819 con Teresa González de Labra y Ros, con quien tuvo tres hijos: Fernando, Manuel y Eleuterio. Después de la muerte de su primera esposa, se casó el 27 de junio de 1848 con Mercedes Concha Fuentealba, con quien tuvo otros cinco hijos: Fernando, Delfina, María Antonieta, Alejandro y Victoria.

## Carrera militar
En 1808, a la edad de 12 años, se unió a las filas de los dragones de la Reina. Baquedano tomó parte en el movimiento por la independencia desde el principio, y durante la guerra de la Independencia de Chile que sirvió a las órdenes tanto José Miguel Carrera y Bernardo O'Higgins en el Sitio de Chillán, y las batallas de El Roble, Quirihue y Cauquenes en 1813, Gomero, Alto del Quilo, Paso del Maule, Tres Montes y Quechereguas en 1814. Después de la derrota de Rancagua se vio obligado, junto con otros patriotas, a emigrar a Mendoza, Argentina.
Una vez allí, se unió al Ejército de los Andes, y luchó en las batallas de Chacabuco y Talcahuano en 1817, Cancha Rayada y Maipú en 1818.
Entre 1823 y 1824, Baquedano participó en la Guerra de la Independencia del Perú y más tarde al mando del General Ramón Freire en la Captura de la Isla de Chiloé en 1826 y todas las campañas entre 1827 y 1829. Durante la guerra civil chilena de 1829 que sirvió bajo las banderas del General José Joaquín Prieto, y luchó en las batallas de Ochagavía en 1829 y Lircay en 1830. Durante la Guerra de la Confederación, que luchó bajo Manuel Bulnes en las batallas de Portada de Guías en 1838 y Yungay en 1839, donde fue herido y ascendido a General de Brigada. En 1842, fundó el pueblo de Yungay en el sur de Chile, en recuerdo a la última batalla mencionada.
En la Revolución Chilena de 1851, él era el jefe de Estado Mayor del ejército rebelde General José María de la Cruz, mientras que las tropas del gobierno estaban bajo el mando del General Manuel Bulnes, entre los cuales su hijo, Manuel Baquedano, fue ayudante personal. El ejército rebelde fue derrotado en la Batalla de Loncomilla, en diciembre de 1851. Allí, él y su hijo Eleuterio Baquedano, resultaron heridos y capturados en la batalla. Posteriormente fue indultado por el presidente Manuel Montt y reincorporado al servicio.
En 1858, Baquedano se retiró completamente del ejército, y fue nombrado miembro de la Corte Marcial de Apelaciones de Concepción. Murió de un derrame cerebral en su casa de Concepción, a la edad de 66.